# Charles Q. Brown Jr.

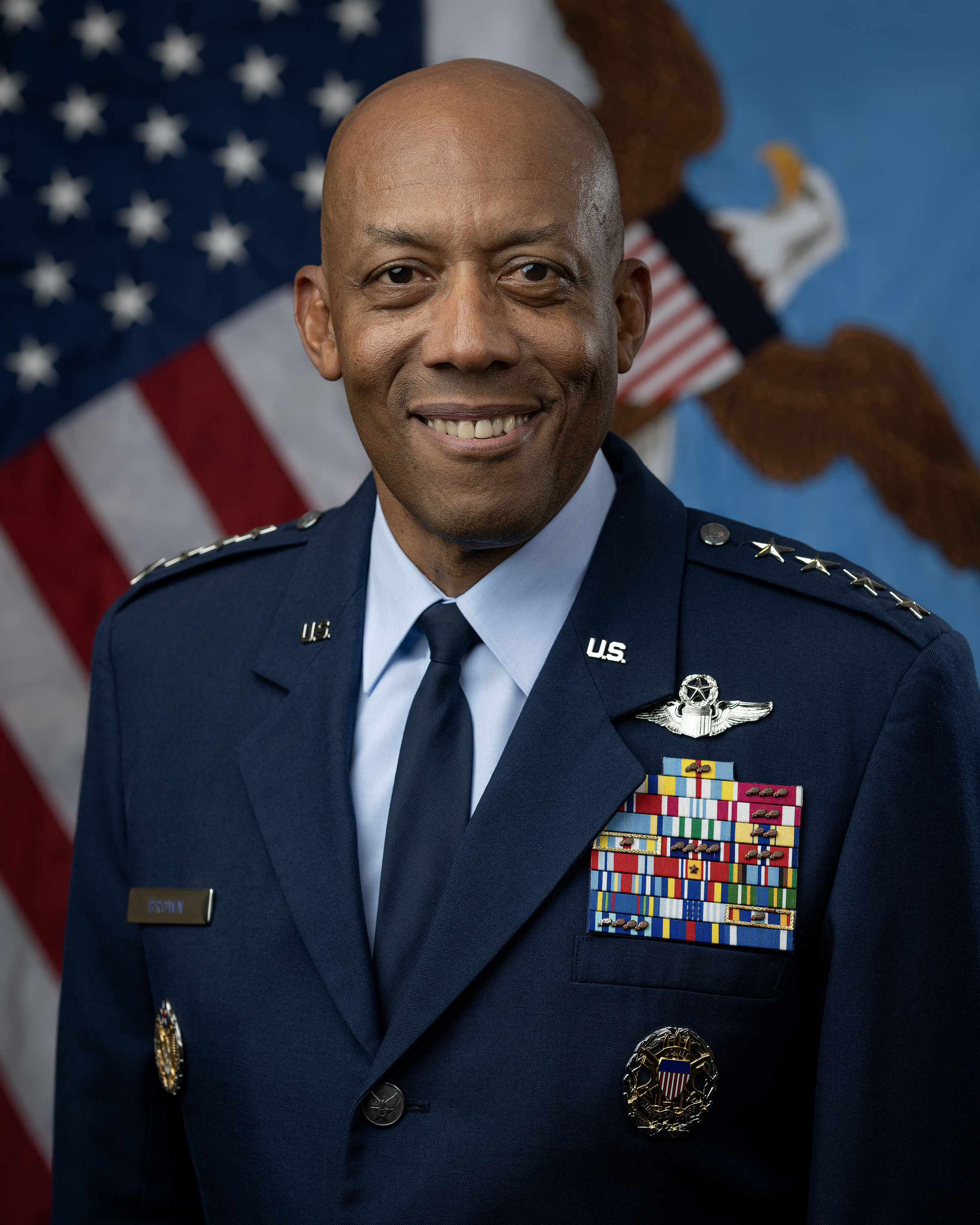
Charles Q. Brown Jr. (2023)

Charles Quinton Brown Jr. (* 1962 in San Antonio, Texas; genannt: CQ) ist ein General der United States Air Force. Er war von September 2023 bis Februar 2025 Generalstabschef der Streitkräfte der Vereinigten Staaten (englisch Chairman of the Joint Chiefs of Staff, kurz: CJCS). Brown Jr. war der 21. Vorsitzende der JCS seit deren Einführung 1949. Zuvor war er von 2020 bis 2023 der 22. Chief of Staff of the Air Force (Stabschef der Luftstreitkräfte) der Vereinigten Staaten und damit der erste Afroamerikaner, der eine Teilstreitkraft der US-Streitkräfte leitete. Im Jahr 2020 wurde Brown vom Time Magazine in die Liste der 100 einflussreichsten Personen der Welt aufgenommen.

## Frühe Jahre und Familie
Charles Quinton Brown Jr. wurde im Jahr 1962 geboren und wuchs in San Antonio, Texas, auf. Schon als Kind wurde er „CQ“ gerufen. Sein Vater Charles Q. Brown Sr. diente 30 Jahre in der US Army und bekleidete am Ende seiner Laufbahn den Rang Oberst (colonel). Sein Großvater Robert E. Brown wurde im Zweiten Weltkrieg zum Militärdienst eingezogen und erlebte Einsätze im pazifischen Raum (Hawaii und Saipan). Brown hat eine Schwester. Er besuchte die Texas Tech University und machte einen Abschluss in Bauingenieurwesen.
Brown nahm an der Ausbildung für Reserveoffiziere der Air Force teil und wurde im Jahr 1985 in den aktiven Dienst übernommen und zum Leutnant ernannt (commissioned). Er ist Mitglied der Studentenverbindung Alpha Phi Alpha (ΑΦΑ), der ältesten interuniversitären Gemeinschaft afroamerikanischer Studenten. Im Jahr 1994 erlangte er den Mastergrad in Luft- und Raumfahrttechnik an der Embry-Riddle Aeronautical University in Daytona Beach, Florida.

## Militärische Laufbahn
Nach der Ernennung zum Leutnant am 28. Februar 1985 war Brown Lehrgangsteilnehmer für die Pilotenausbildung im 82. Ausbildungsgeschwader, Williams Air Force Base, Arizona. Im Mai 1986 wechselte er für drei Monate zu einem taktischen Lehrgang an die Holloman Air Force Base, New Mexico. Von August 1986 bis März 1987 folgte die Ausbildung auf dem F-16-Jagdflugzeug an der MacDill Air Force Base, Florida.
Zum Oberleutnant befördert, wurde er im April 1987 als F-16-Pilot zum 35. Taktischen Jagdgeschwader versetzt, das auf der Kunsan Air Base in Südkorea stationiert war. Von November 1988 bis April 1991 folgte seine Verwendung als F-16-Ausbildungspilot im 307. und 308. Taktischen Jagdgeschwader auf der Homestead Air Force Base, Florida. In dieser Zeit wurde er am 28. Februar 1989 zum Hauptmann befördert.
Es folgte ab April 1991 ein viermonatiger Waffenlehrgang an der USAF Weapons School auf der Nellis Air Force Base, Nevada. Von August 1991 bis August 1992 war Brown Waffenoffizier und Kommandeur des 307. Jagdgeschwaders, wieder auf der Homestead Air Force Base, Florida. Anschließend kehrte er als Ausbilder an der Waffenschule zur Nellis Air Force Base zurück. Vom Oktober 1994 bis Juli 1996 fungierte er als Aide-de-camp des Stabschefs der US Air Force im Hauptquartier Arlington, Virginia.
Nach dieser Verwendung wurde Brown am 1. August 1996 zum Major befördert. Als solcher nahm er bis Juni 1997 am Stabsoffizierlehrgang der Air Force in der Maxwell Air Force Base, Alabama, teil. Daran schloss sich bis September 1997 die Teilnahme am Stabslehrgang der Streitkräfte an der National Defense University in Norfolk, Virginia, an. Von dort aus wurde er als Flugoperationsoffizier zum U.S. Central Command, MacDill Air Force Base, Tampa, versetzt. In dieser Funktion blieb er, am 1. Juli 1999 zum Oberstleutnant befördert, bis November 1999.
Anschließend wurde Brown Fluglehrer auf der F-16 und übte zugleich verschiedene leitende Funktionen im 79. Jagdgeschwader, dem 20. Einsatzunterstützungsgeschwader sowie dem 55. und dem 78. Jagdgeschwader auf der Shaw Air Force Base, South Carolina, aus. Im Juli 2003 wurde er Fellow für nationale Verteidigung am Institute for Defense Analyses, Alexandria, Virginia. Ab Juni 2004 diente Brown als stellvertretender Abteilungsleiter im Hauptquartier der U.S. Air Force in Arlington. Am 1. Juni 2005 zum Oberst befördert, wurde er im Juli 2005 Kommandeur des 57. Geschwaders und damit der USAF Weapons School, Nellis Air Force Base. Im Mai 2007 übernahm er das Kommando über das 8. Jagdgeschwader auf der Kunsan Air Base in Südkorea. Von Juni 2008 bis Mai 2009 war er als Leiter eines Führungsstabs des Staatssekretärs der Luftstreitkräfte und des Stabschefs wiederum im Hauptquartier in Arlington und im Anschluss daran Kommandeur des 31. Jagdgeschwaders auf der Aviano Air Base in Italien.
Am 20. November 2009 wurde Brown zum Brigadegeneral befördert. Ab Mai 2011 war er stellvertretender Leiter der Einsatzabteilung des U.S. Central Command in Florida. Im Mai 2013 wechselte er in die Position des stellvertretenden Kommandeurs des U.S. Air Forces Central Command mit Zuständigkeit für Südwestasien. Am 3. Juli 2013 wurde er zum Generalmajor befördert. Im März 2014 übernahm Brown die Leitung der Abteilung für Einsatz und nukleare Abschreckung im Hauptquartier der U.S. Air Forces in Europa und Afrika auf der Ramstein Air Base in Deutschland. Diese Aufgabe nahm er bis Juni 2015 wahr.
Mit Beförderung zum Generalleutnant am 29. Juni 2015 übernahm Brown das Kommando über U.S. Air Forces Central Command; Combined Force Air Component und U.S. Central Command Südwestasien. Im Juli 2016 wurde er stellvertretender Kommandeur von U.S. Central Command in Florida und blieb dies bis Juli 2018. Am 26. Juli 2018 zum General befördert, wurde er Kommandeur Pacific Air Forces, Air Component Kommandeur für das U.S. Indo-Pacific Command und Stabschef Pacific Air Combat Operations in der Joint Base Pearl Harbor-Hickam, Hawaii, was er bis Juli 2020 blieb.
Er absolvierte mehr als 3.000 Flugstunden, darunter 130 Kampfflugstunden. Er flog 21 verschiedene Flugzeuge.

### Chief of Staff of the Air Force

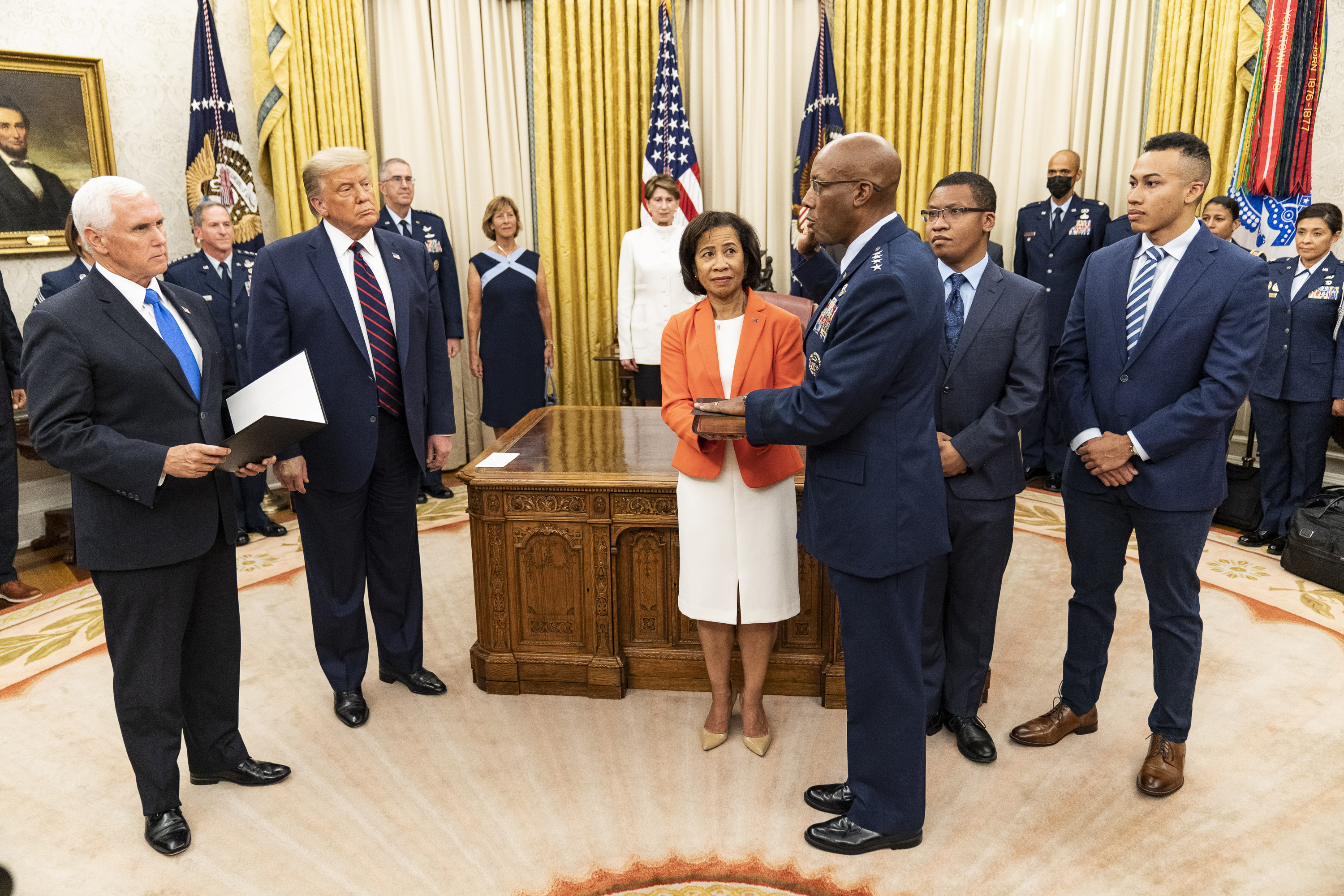
Brown wird im August 2020 als Stabschef der US Air Force vereidigt.

Am 2. März 2020 wurde bekanntgegeben, dass Präsident Donald Trump Brown als neuen Chief of Staff of the Air Force nominiert hatte. Der Senat bestätigte diese Nominierung am 9. Juni 2020 einstimmig. Damit wurde Brown der erste Afroamerikaner an der Spitze einer US-Teilstreitkraft. Als erster afroamerikanischer Stabschef einer Teilstreitkraft wurde Brown zum Tuskegee Airman ehrenhalber ernannt und erhielt am 14. August 2021 deren symbolische rote Fliegerjacke.
Ein Teil der Maßnahmen, die Brown nach seiner Ernennung zum Stabschef der Luftwaffe ergriff, bestand darin, ein flexibles Logistiksystem gemäß dem Haushaltsplan der Luftwaffe für das Jahr 2021 einzurichten, um sicherzustellen, dass die Luftwaffe in der Lage ist, „Logistik unter Beschuss“ zu betreiben, was als Schlüssel zum Erfolg der US-Luftwaffe in einem stark umkämpften Umfeld angesehen wurde. Brown unterstützte auch die Idee der „Expeditionslogistik unter Beschuss“, die notwendig sei, um den Dienst mit einer „agilen und überlebensfähigen Vorwärtskommunikation“ als Abschreckung gegen einen Angriff über den Cyberspace auszustatten.
Nach der Gründung der United States Space Force, die ebenfalls zum Department of the Air Force gehört, wollte Brown in enger Zusammenarbeit mit dem ersten Chief of Space Operations die Weltraumüberlegenheit der Vereinigten Staaten sicherstellen. Er erkannte auch an, dass die United States Space Force einen großen Anteil an der Entwicklung der Luftstreitkräfte und an kurzfristigen Innovationen im Bereich der Weltraumoperationen haben würde.
Brown begann mit der Integration des neuen Tankflugzeugs der US-Luftwaffe, der Boeing KC-46 Pegasus, als Teil der Erneuerung der Luftstreitkräfte. Die Boeing KC-46 Pegasus ist die nächste Generation von Luftbetankungsflugzeugen zur Unterstützung der Air Force, der Navy, das Marine Corps und der Streitkräfte von Partnernationen.

### Vorsitzender der Joint Chiefs of Staff
Am 20. September 2023 bestätigte der Senat der Vereinigten Staaten Browns Ernennung zum Vorsitzenden der Joint Chiefs of Staff als Nachfolger des Ende September in den Ruhestand tretenden Mark Milley, nachdem Senator Tommy Tuberville die Bestätigung zuvor monatelang blockiert hatte. Am 29. September 2023 erfolgte die Amtsübergabe in Gegenwart von Präsident Biden, Vizepräsidentin Harris und Verteidigungsminister Austin. Erstmals in der Geschichte der Vereinigten Staaten hatten damit mit Austin und Brown zwei Afroamerikaner die beiden höchsten Positionen im Verteidigungsministerium der Vereinigten Staaten inne. Brown war nach Colin Powell der zweite afroamerikanische Generalstabschef.
Präsident Donald Trump entließ Brown am 22. Februar 2025 aus diesem Amt. Die Entlassung Browns, der vom vorherigen Präsidenten Joe Biden ernannt worden war, hatte der amtierende Verteidigungsminister Hegseth bereits im Vorfeld angekündigt. Mit seinen Äußerungen zu Rassenfragen war Brown in Ungnade bei der Trump-Administration gefallen, die angekündigt hatte, die Militärführung von DEI-Befürwortern (Diversity, Equity, and Inclusion) zu „säubern“. Neues Führungspersonal solle sich auf die Kernaufgabe konzentrieren, Kriege zu verhindern, zu führen und zu gewinnen. Entlassungen von militärischem Führungspersonal sind in den USA ungewöhnlich. Gleichzeitig wurde auch die Kommandeurin der US Navy Admiral Lisa Franchetti, die Führung einer weiteren Teilstreitkraft, entlassen.

## Auszeichnungen
Im Jahr 2020 wurde Brown vom Time Magazine in die Liste der 100 einflussreichsten Personen der Welt aufgenommen. Brown hat folgende Ehrungen und Auszeichnungen erlangt:
- Defense Distinguished Service Medal (3 ×)
- Air Force Distinguished Service Medal
- Defense Superior Service Medal
- Legion of Merit (4 x)
- Bronze Star
- Defense Meritorious Service Medal
- Meritorious Service Medal (3 ×)
- Aerial Achievement Medal
- Joint Service Commendation Medal
- Air Force Commendation Medal
- Joint Meritorious Unit Award
- Air Force Outstanding Unit Award
- Air Force Organizational Excellence Award
- Combat Readiness Medal
- National Defense Service Medal
- Armed Forces Expeditionary Medal
- Global War on Terrorism Expeditionary Medal
- Global War on Terrorism Service Medal
- Korea Defense Service Medal
- Nuclear Deterrence Operations Service Medal
- Air Force Overseas Short Tour Service Ribbon
- Air Force Expeditionary Service Ribbon
- Air Force Longevity Service Award
- Air Force Training Ribbon
- Order of National Security Merit (Südkorea)
- NATO Medal for Former Yugoslavia

| besondere Abzeichen/Ehrenzeichen | besondere Abzeichen/Ehrenzeichen                                                                                       |
| -------------------------------- | --- |
|                                  | Kampfpilotenabzeichen (US Air Force Command Pilot Badge)                                                               |
|                                  | Philippine Air Force Gold Wings Badge (Auszeichnung der Philippinen)                                                   |
|                                  | Identifikationsabzeichen des Joint Chiefs of Staff Gremiums (Office of the Joint Chiefs of Staff Identification Badge) |
|                                  | Abzeichen des Hauptquartiers der US-Luftstreitkräfte (Headquarters Air Force Badge)                                    |